# روني ماكدويل
روني ماكدويل (بالإنجليزية: Ronnie McDowell)‏ هو كاتب أغاني ومغني وموسيقي أمريكي، ولد في 25 مارس 1950.

## وصلات خارجية
- الموقع الرسمي
- روني ماكدويل على موقع IMDb (الإنجليزية)
- روني ماكدويل على موقع ميوزك برينز (الإنجليزية)
- روني ماكدويل على موقع ديسكوغز (الإنجليزية)